# Os cuneometatarsale II dorsale
Os cuneometatarsale II dorsale is de benaming voor een accessoir voetwortelbeentje dat soms als extra ossificatiepunt ontstaat gedurende de embryonale ontwikkeling. Bij de mensen bij wie het botje voorkomt, bevindt het botje zich aan de dorsale zijde van de voetwortel, aan de basis van het tweede middenvoetsbeentje, ter hoogte van het gewricht met het tweede wigvormige beentje.
Op röntgenfoto's wordt een os cuneometatarsale II dorsale soms onterecht aangemerkt als afwijkend, losliggend botdeel of als fractuur.